# Silvio Ciappi
Silvio Ciappi (Siena, 29 novembre 1965) è un criminologo e scrittore italiano.

## Biografia
Laureato in Giurisprudenza a Siena in filosofia del diritto con Letizia Gianformaggio e poi in Psicologia a Roma, si è specializzato successivamente in criminologia clinica, psichiatria forense e psicoterapia a Chieti, Genova e Roma. È stato allievo di Mauro Barni, Giovanni Battista Traverso e appartenente alla scuola genovese di criminologia e psichiatria forense. Ha condotto studi e ricerche all'estero (al Department of Criminal Justice and Criminology dell'Università del Maryland con Lawrence W. Sherman, a College Park in USA e all'Università di Bridgeport in Connecticut, USA), è stato visiting fellow e ha all'attivo diverse collaborazioni in università ed enti di ricerca stranieri quali il Crime Control Institute di Washington, il Mental Health, Law and Policy Institute di Vancouver in Canada ed è membro della sezione italiana dell'Associazione scientifica internazionale di Therapeutic Jurisprudence (prof. David Wexler). 
Nel 1995 ha vinto il 1º Premio di Criminologia “Città di Cairo Montenotte”e nel 1998 (anno in cui ha conseguito il dottorato di ricerca in criminologia e psicopatologia forense) il Premio “Benigno Di Tullio” per il miglior contributo scientifico in campo criminologico edito sulla Rassegna Italiana di Criminologia. Nel 2024 è risultato vincitore dei Forensic Awards in ambito clinico-criminologico. Sempre nel 2024 è risultato vincitore del Premio Scrivi bandito dalla Università Pontificia Salesiana come miglior studioso in ambito criminologico.
Si è quindi specializzato a Roma in psicoterapia cognitiva post-razionalista, orientamento fondato da Vittorio Guidano e influenzato dall'opera di studiosi come John Bowlby, George Mead, Jerome Bruner. È stato membro della Commissione ministeriale sulle vittime della criminalità (XIII Legislatura), istituita presso il Ministero della Giustizia, ha svolto funzioni di giudice onorario presso il Tribunale dei minorenni di Firenze e attività di esperto criminologo presso diversi penitenziari italiani. È docente di materie criminologiche e psicologiche in diversi atenei italiani e scuole di specializzazione e ha svolto corsi di formazione e seminari per conto del Consiglio Superiore della Magistratura, per il Ministero della Giustizia, per il Dipartimento della Giustizia minorile, per la Commissione Europea e in molte università straniere.
Ha tradotto e adattato in Italia strumenti internazionali di valutazione psicologica e psichiatrico-forense come HCR-20 (sulla valutazione della pericolosità sociale), J-SAT (sul colloquio penitenziario), SAMI (sul rischio di suicidio), RSVP (sul rischio di recidiva per delinquenti sessuali), SIRS-2 (sulla simulazione del disturbo mentale) e FIT (sulla capacità di stare al processo). 
Nel 2021 è stato nominato Consulente della Commissione Parlamentare d'Inchiesta sulla morte di David Rossi, manager MPS. 
È anche scrittore e autore di romanzi noir (vedasi il commissario De Giorgi nei suoi romanzi Il Missionario e L'uomo dei lupi) e i suoi libri sono stati presentati in molti contesti culturali come Bookcity a Milano o il Salone Internazionale del Libro a Torino. Si è occupato di reati violenti, di psichiatria e psicopatologia forense, di psicologia clinica e giuridica, di sociologia della devianza e di tematiche legate alla prevenzione dei delitti e alla sicurezza. Ha svolto consulenze forensi per alcuni dei più importanti casi di cronaca giudiziaria italiana. Ha svolto missioni internazionali in America latina, Africa ed Asia in tema di prevenzione della criminalità, giustizia riparativa, politiche sociali e valutazione dei sistemi giudiziari per conto della Commissione Europea e di altre istituzioni e centri di ricerca italiani e stranieri, occupandosi di narcotraffico, terrorismo internazionale, diritti umani, politica criminale e della giustizia. È stato uno dei primi studiosi ad occuparsi di giustizia riparativa in Italia con esperienze di mediazione dei conflitti anche all'estero (in Colombia ha partecipato come esperto della Commissione Europea alle trattative per il tavolo di pace). È noto soprattutto per l'applicazione del metodo narrativo in ambito psicopatologico (psicopatologia narrativa) e per i suoi contributi centrati sull'analisi dell'approccio narratologico (narratologia) e traumatologico alla spiegazione del crimine.

## Opere
- Ciappi S., Coluccia A., (1997) Giustizia Criminale. Retribuzione, riabilitazione e riparazione: modelli e strategie di intervento penale a confronto, Franco Angeli, Milano.
- Ciappi S., (1998) Serial killer. Metodi di identificazione e procedure investigative, Franco Angeli, Milano.
- Ciappi S., Becucci S., Massari M., Mencaglia N. (1999) Crimine organizzato. Strategie di contrasto in tema di narcotraffico e riciclaggio, Lalli Editore, Poggibonsi.
- Ciappi S., Becucci S., (2000) Sociologia e Criminalità. Prospettive teoriche e strumenti di ricerca in criminologia, Franco Angeli, Milano.
- Ciappi S., (2003) Periferie dell'impero. Poteri globali e controllo sociale, Derive&Approdi, Roma (con contributi di Zygmunt Bauman, Joseph Stiglitz, Luciano Gallino, Alex Zanotelli, Naomi Klein ed altri).
- Ciappi S., Panseri C., (2004) Idoli della Tribù. Politiche della sicurezza e controllo sociale, Piero Manni Editore, Lecce.
- Ciappi S., (2004) Elementi di criminologia, Seu, Pisa.
- Ciappi S., (2005) Orrori di provincia. Serial killer, assassini e pedofili dell'Italia profonda,Mondadori, Milano.
- Ciappi S., Palmucci V., Toccafondi I., Scala P. (2006) Aggressori sessuali. Dal carcere alla società: ipotesi e strategie di trattamento, Giuffrè, Milano.
- Ciappi S., Chiesa R. (2007) Profilo Hacker, Apogeo, Milano. Anche in edizione inglese: Profiling hackers, CRC Press, Miami, USA.
- Ciappi S., Mastronardi V.M. (2008) Le stragi di sangue che hanno sconvolto il mondo, Newton&Compton, Roma.
- Ciappi S., (2009) Il Missionario, Robin, Roma.
- Ciappi S., (2009) La Nuova punitività. Gestione dei conflitti e governo dell'insicurezza, Rubbettino, Catanzaro.
- Ciappi S. (2010), ‘Colombia: un laboratorio della post-modernità criminale’ in G. Fiandaca e C. Visconti, Scenari di mafia: orizzonte criminologico e innovazioni normative, Giappichelli, Milano.
- Ciappi S., (2010) Il Vuoto dietro. Esercizi di anticriminologia, Rubbettino, Catanzaro.
- Ciappi S., (2011) JSAT. Uno strumento di screening in ambito forense e penitenziario, Giunti OS, Firenze.
- Ciappi S., Szadejko K., (2011) SAMI. La valutazione del rischio suicidio in ambito forense e penitenziario, Giunti OS, Firenze.
- Ciappi S., Ricci F. (2011) Anime nude. Finzioni e interpretazioni intorno a 10 poeti del Novecento, Mauro Pagliai Editore, Firenze.
- Ciappi S., (2012) Delincuencia organisada, Consejo Superior de la Judicatura, Bogotà, Colombia.
- Ciappi S., (2012) L'Uomo dei lupi, Robin, Roma.
- Ciappi S. (2013) RSVP. Risk Sexual Violence Protocol, Giunti OS, Firenze.
- Ciappi S., (2013) Psicopatologia narrativa. Funzionamento del sé e pratica clinica, LAS, Roma.
- Ciappi S. (2013), 'La cieca' e 'Mani' in Vichi M. (a cura di), Decameron 2013, Felici, Pisa.
- Ciappi S., Pezzuolo S. (2014), Psicologia Giuridica. La teoria, le tecniche, la valutazione, Hogrefe, Firenze.
- Ciappi S. (2014), Come funziono. Giudizio, controllo, perdita e paura. Istruzioni per l'uso, Laris, Siena.
- Ciappi S. (2015), Ritratto di una mente assassina. Trauma, attaccamento e dissociazione in un killer seriale, Franco Angeli, Milano.
- Ciappi S., Candoni A. (2016), Il legame invisibile, AirAli, Siena.
- Ciappi S. (2016) (in coll. S. Pezzuolo, S. Zago), Structured Interview of Reported Symptoms-2 (SIRS-2), Hogrefe, Firenze.
- Ciappi S. (2016), Coca Travel. Viaggio sentimentale di un criminologo lungo le rotte dei narcos, Oltre, Genova.
- Ciappi S. (2016) (in coll. B. Vittoria), FIT-R (Competence to stand trial), Hogrefe, Firenze.
- Ciappi S. (2017), L'uomo che non voleva morire. Storia di un pescatore di anime, Gabrielli, Verona.
- Ciappi S. (2018), "Il porcile di Eumeo. Note a margine del 'Mattatoio Gorgona'", in S. Buzzelli, Verdone M., Salvati con nome. Carcere e rieducazione non violenta: il modello dell'isola di Gorgona, Giappichelli, Torino.
- Ciappi S., Schioppetto G. (2018), Criminologia Narrativa. Storie, analisi e ascolto della condotta violenta, Libreria Universitaria, Padova.
- Ciappi S. (in coll. V. Caretti, F. Scarpa et al.) (2019), HCR-20 (Assessing Risk for Violence), Hogrefe, Firenze.
- Ciappi S. (2019), La Mente Nomade. Metodo narrativo-relazionale e costruzione dell'identità in psicopatologia, Mimesis, Milano.
- Ciappi S. (2020), Come l'oro tra le crepe ovvero l'arte gentile di riparare le relazioni. Modalità e prassi d'intervento del facilitatore nella giustizia riparativa, (in coll. S. Masin, R. Pavan), PM editore, Varazze.
- Ciappi S. (2020), 'La città dei prossimi e la città dei simili. Identità nomadi e voglia del covo', in Forgione A., Massucci R. Ferrigni N. Per una cultura della sicurezza condivisa. Trattato di sicurezza pubblica, Franco Angeli, Milano.
- Ciappi S., Dalla Chiara E, Padovani A, Perali F, Santagata B. (2020), A Method to Measure Standard Costs of Juvenile Justice Systems: The Example of Italy. Youth Justice. June (SAGE Publications, New York).
- Ciappi S. (2020), A New Way of Teaching Criminology for Investigation and Trial: A Narrative-Based Approach, International Annals of Criminology (15), Cambridge University Press, Cambridge (UK).
- Ciappi S. Pezzuolo S. (2020)(a cura di), Manuale di Psicologia Giuridica, Hogrefe, Firenze.
- Lutri A., Ciappi S. (2021). Scicli. Sguardi su un Sud inatteso, Villaggio Maori, Catania.
- Ciappi S. (2021), Manuale di Criminologia, NelDiritto Editore, Molfetta (BA).
- Ciappi S. (2023), Compendio di Criminologia, NelDiritto Editore, Molfetta (BA).
- Ciappi S. (2023), Odio. L'altra faccia del dolore, Giunti, Firenze (con prefazione di Philip Zimbardo]).
- Ciappi S. (2023), Predatori. Dahmer, Bilancia e altri serial killer, Giunti, Firenze.
- Ciappi S. (2025), Il Branco. Storie di giovani, di violenza e di noia, Giunti, Firenze.